# Evropska mreža međunarodnih puteva
Evropska mreža međunarodnih puteva („Evropski putevi“ ili „E-putevi“) je mreža puteva i auto-puteva u Evropi, označenih standardizovanim oznakama koje počinju prefiksom E (tipa E1, E2 itd.). Većina takvih puteva se prostire u više država. Putevi koji se nalaze u Evropskoj mreži međunarodnih puteva su u nadležnosti Ekonomske komisije Ujedinjenih nacija za Evropu (UNECE). Članice UNECE-a su i neke centralnoazijske države poput Kirgistana pa se Mreža puteva proteže i na teritoriji tih država. 
U većini država, putevi pored evropskih putnih oznaka nose i nacionalne oznake. Švedska i Norveška, međutim puteve označavaju isključivo evropskim putnim oznakama, dok u Ujedinjenom Kraljevstvu Evropski putevi nisu nikako označeni, te ih vlasti Ujedinjenog Kraljevstva uopšte ne prihvataju, a Republika Irska je tek 2007. godine postavila evropske putne oznake na neke puteve. 
Drugi kontinenti imaju slične putne mreže, npr. Panamerički auto-put u Americi, te Mreža azijskih auto-puteva u Aziji.
Evropske puteve treba razlikovati od (Pan)Evropskih koridora, koji obuhvataju i železničke i rečne trase. Takođe, Evropska mreža međunarodnih puteva je „finija“, tako da je trasa svakog drumskog panevropskog koridora pokrivena nekim od Evropskih puteva, ali osnovna razlika je u „nameni“ odnosno razlogu nastajanja ova dva sistema.

## Sistem označavanja
Sistem označavanja međunarodnih puteva koji je 1975. godine definisala komisija UNECE, doživeo je krajem osamdesetih godina 20. veka ozbiljne izmene i sada važi sledeće:
1. Glavni i prelazni putevi, tzv. putevi klase A, nose oznake sa dvocifrenim brojevima. Ogranci, povezujući i priključni putevi, tzv. putevi klase B, nose oznake sa trocifrenim brojevima.
2. Opšta pravila:
- Glavni putevi koji se prostiru u pravcu sever-jug, imaju oznake sa dvocifrenim brojevima, koji se završavaju cifrom 5, i koji se idući na istok povećavaju za po 10.
- Glavni putevi koji se prostiru u pravcu istok-zapad, imaju oznake sa dvocifrenim brojevima, koji se završavaju cifrom 0, i koji se idući na jug povećavaju za po 10.
- Prelazni putevi imaju oznake sa dvocifrenim neparnim (sever-jug) i dvocifrenim parnim (zapad-istok) brojevima, sa vrednostima u intervalu između oznaka glavnih puteva, između kojih se nalaze.
- Putevi klase B imaju trocifrene oznake, kod kojih je prva cifra ista kao prva cifra najbližeg severnijeg glavnog puta, druga cifra je ista kao prva cifra najbližeg zapadnijeg glavnog puta, a treća cifra je redni broj.

3. Putevi klase A u smeru sever-jug, koji se nalaze istočno od puta E99 imaju oznake sa trocifrenim neparnim brojevima, od 101 to 129. I za njih važe pravila navedena pod tačkom 2.
4. Putevi klase B, koji se prostiru istočno od puta E101 imaju oznake sa trocifrenim brojevima koje počinju na 0, počevši od 001 do 099.

### Izuzeci
Dva puta klase A, oznaka E47 i E55, na teritoriji Švedske i Norveške ostali su označeni starim oznakama E6, odnosno E4. Ovi izuzeci su dopušteni, da bi se uštedelo na velikim troškovima koje bi donela zamena oznaka na ovim izuzetno dugim deonicama. Južnije su isti putevi označeni pripadajućim novim oznakama, isto kao i svi drugi Evropski putevi u Skandinaviji.

## Saobraćajni znak
Evropski putevi označavaju se saobraćajnim znakom pravougaonog oblika, zelene boje, sa napisom bele boje (za razliku od znakova za „običan“ tj. nacionalni put, koji je žute boje sa crnim znakovima i koji se sastoji samo od cifara).
U Srbiji ovaj saobraćajni znak (prema Pravilniku o saobraćajnim znakovima na putevima) nosi oznaku III-18 - „broj međunarodnog puta“ i „označava broj međunarodnog puta“.

## Standardi
Od 1975. godine mreža Evropskih puteva je standardizovana. 
Putevi moraju biti asfaltirani, široki najmanje 8,4 m, bez oštrih krivina (pogodnih za brzine od najmanje 80 km/h), moraju zaobilaziti naselja itd. Moraju imati takav kapacitet saobraćaja kojim se izbegavaju saobraćajne gužve, kao i status auto-puta ili brze ceste.
U praksi se prilikom dodavanja novih puteva u mrežu Evropskih puteva navedeni standardi striktno ne provode. 
Za primer, put E45 u Švedskoj, dodat u mrežu Evropskih puteva 2006. godine ima velike deonice kolovoza širine 6 m umesto standardnih 8,4 m. 
Put E10 u Norveškoj takođe ima velike deonice kolovoza širine 5 m. 
Deo Evropskog puta E762 kroz BiH, od Foče do granice sa Crnom Gorom je izuzetno uzak i bez kolovoznog zastora.
U Centralnoj Aziji u mrežu Evropskih puteva su u nedostatku boljih dodati putevi sa šljunčanim kolovozom.

## Evropski putevi u Srbiji
Kroz Srbiju prolaze sledeći „Evropski putevi“:
-putevi klase A:
- -  Put E65: (Crna Gora) - Špiljani (Opština Tutin) - Kosovska Mitrovica - Priština - Đeneral Janković - (Makedonija)
  -  Put E70: (Hrvatska) - Batrovci - Beograd - Pančevo - Vršac - Vatin - (Rumunija).
  -  Put E75 („Put za more“): (Mađarska) - Horgoš - Subotica - Novi Sad - Inđija - Beograd - Pojate - Niš - Grdelica - Mijatovac - (Makedonija).
  -  Put E80: (Crna Gora) - Špiljani (Opština Tutin) - Kosovska Mitrovica - Priština - Podujevo - Prokuplje - Niš - Pirot - Gradina (Opština Dimitrovgrad) - (Bugarska)

-putevi klase B:
- -  Put E662: Subotica - Sombor - Bezdan - (Hrvatska)
  -  Put E761: (Bosna i Hercegovina) - Kotroman - Požega - Pojate - Paraćin - Zaječar - Vrška Čuka - (Bugarska)
  -  Put E763 („Put za more“): Beograd - Lazarevac - Gornji Milanovac - Čačak - Požega - Nova Varoš - Prijepolje - Gostun (Opština Prijepolje)- (Crna Gora)
  -  Put E771: (Rumunija) - Kladovo - Negotin - Zaječar - Niš
  -  Put E851: (Albanija) - Prizren - Priština

## Evropski putevi u Republici Srpskoj
Kroz Republiku Srpsku prolaze sledeći „Evropski putevi“:
- Evropski put E73 (M17): (Hrvatska) Slavonski Šamac/Šamac — Modriča — Rudanka — Doboj — Karuše — (Federacija BiH)
- Evropski put E661 (M16): (Hrvatska) Stara Gradiška/Gradiška — Laktaši — Banja Luka — Karanovac — Ugar — (Federacija BiH)
- Evropski put E761 (M5): (Federacija BiH) — Velečevo — Čađavica — Rogolji — Mrkonjić Grad — Jezero — (Federacija BiH)
- Evropski put E761 (M5): (Federacija BiH) — Istočno Sarajevo — Podromanija — Rogatica — Ustiprača — Višegrad — Vardište/Kotroman (Srbija)
- Evropski put E762 (M18): (Federacija BiH) — Istočno Sarajevo — Trnovo — Foča — Hum/Šćepan Polje (Crna Gora)

## Spoljašnje veze
- Карта Европске мреже међународних путева, Економска комисија УН за Европу(језик: енглески), (језик: француски), (језик: руски)